# Rammelsberg (Goslar)
Rammelsberg ist ein Stadtteil der niedersächsischen Kreisstadt Goslar am Harz. Der Stadtteil, zu dem das „Siemensviertel“ und der „Rosenberg“ gehören, ist ein Wohngebiet südlich der Altstadt von Goslar.
Der Stadtteil hat seinen Namen nach dem Rammelsberg (635,1 m ü. NHN) südlich der Stadt Goslar. Seit 1992 gehört das Erzbergwerk Rammelsberg zum UNESCO-Weltkulturerbe.

## Kultur und Sehenswürdigkeiten
- Der Künstler Siegfried Zimmermann hat 1974 als Kunst im öffentlichen Raum einen Brunnen beim Berufsförderungswerk geschaffen. Dessen zweiter Bauabschnitt wurde im gleichen Jahr fertiggestellt.
- Im Besucherbergwerk Rammelsberg befinden sich diese Skulpturen[2]:
  - Package on a Hunt der Kaiserringträger Christo & Jeanne-Claude aus dem Jahr 1988 im Museumshaus K
  - Silver von John Chamberlain aus dem Jahr 1994 im Museumshaus M
  - Cubecrack 2 aus dem Jahr 2003 von HD Schrader im Eingangsbereich